# Detlef Heintze
Detlef Heintze (* 13. Mai 1945 in Potsdam) ist ein deutscher Schauspieler.

## Leben
Er machte eine Lehre als Koch und eine Schauspielausbildung in Potsdam-Babelsberg an der Hochschule für Film und Fernsehen. Im Jahr 1968 erhielt er eine Anstellung in den Städtischen Bühnen Erfurt. Später spielte er in Weimar einige große Theaterrollen wie Hamlet, Ferdinand in Schillers Kabale und Liebe, Marquis Posa in Schillers Don Karlos, Nathan der Weise und Karl Moor in Schillers Die Räuber.
Auch als Schauspieler war er zum Beispiel in den Fernsehserien Polizeiruf 110, Tatort und Marienhof zu sehen. Derzeit ist er – wie seine Ehefrau Regine Heintze – am Deutschen Nationaltheater Weimar als Theaterschauspieler zu sehen. Detlef Heintze ist auch als Theaterregisseur und unter dem Pseudonym Walter Hesse als Autor von Theaterstücken tätig.

## Filmografie (Auswahl)
- 1959: Das Feuerzeug
- 1966: Die Reise nach Sundevit
- 1967: Das Mädchen auf dem Brett
- 1968: Spur des Falken
- 1968: Ich war neunzehn
- 1975: Lotte in Weimar
- 1978: Däumelinchen (Sekai Meisaku Douwa Oyayubi Hime) – Synchronsprecher
- 1979: Karl Marks. Molodye gody (TV-Serie)
- 1984: Polizeiruf 110: Das vergessene Labor (TV-Reihe)
- 1985: Neues übern Gartenzaun (Folge 7 - Späte Begegnung)
- 1986: Der Traum vom Elch
- 1986: Fahrschule
- 1987: Der Staatsanwalt hat das Wort – Unbefleckte Empfängnis (TV)
- 1987: Die erste Reihe (Fernsehfilm)
- 1989: Die gläserne Fackel (TV-Serie)
- 1991: Die Verschwörung des Fiesco zu Genua
- 1992: Tatort: Ein Fall für Ehrlicher (TV-Reihe)
- 2002: In aller Freundschaft – Leben für den Augenblick (TV-Serie)
- 2006: Tatort: Blutschrift
- 2002: Ninas Geschichte
- 2009: Lenz (TV)
- 2009: Schwerkraft

## Hörspiele
- 1985: Brigitte Reimann: Franziska Linkerhand (Ben) – Regie: Walter Niklaus (Hörspiel – Rundfunk der DDR)